# Zero Calorie Cookie
Zero Calorie Cookie – singel polskiej piosenkarki Marie wydany 15 stycznia 2021 roku poprzez wytwórnię Thecutestlabel.

## Autorstwo i historia wydania
Muzykę i słowa do utworu stworzyła sama Marie oraz Producent Adam, który również wyprodukował utwór. Premiera singla w formacie digital download, streaming odbyła się 15 stycznia 2021 roku.

## Teledysk
Teledysk do utworu został opublikowany już 15 stycznia 2021 roku. Do października 2021 został odtworzony ponad 12,5 miliona razy. Wyprodukował go Alibi Studio.

## Notowania
| Terytorium    | Notowanie                         | Pozycja | Źr.   |
| ------------- | --------------------------------- | ------- | ----- |
| Polska        | Spotify Viral 50 Poland           | 3       | [ 4 ] |
| Polska        | Spotify Top 200 Poland            | 27      | [ 4 ] |
| Polska        | Apple Music Alternative Poland    | 25      | [ 4 ] |
| Polska        | iTunes Poland                     | 18      | [ 4 ] |
| Polska        | iTunes Alternative Poland         | 1       | [ 4 ] |
| Polska        | Deezer Top 200 Poland             | 18      | [ 4 ] |
| Polska        | Shazam Top 200 Poland             | 18      | [ 4 ] |
| Bermudy       | Apple Music Alternative Bermuda   | 137     | [ 4 ] |
| Czechy        | iTunes Czech Republic             | 20      | [ 4 ] |
| Czechy        | iTunes Alternative Czech Republic | 3       | [ 4 ] |
| Irlandia      | iTunes Ireland                    | 56      | [ 4 ] |
| Irlandia      | iTunes Alternative Ireland        | 9       | [ 4 ] |
| Islandia      | Apple Music Iceland               | 138     | [ 4 ] |
| Islandia      | Apple Music Alternative Iceland   | 8       | [ 4 ] |
| Nowa Zelandia | iTunes New Zealand                | 183     | [ 4 ] |

| Terytorium | Notowanie              | Pozycja | Źr.   |
| ---------- | ---------------------- | ------- | ----- |
| Polska     | Gorąca 20 (Radio Eska) | –       | [ 5 ] |

## Certyfikaty
| Kraj          | Certyfikat       | Sprzedaż | Źr.         |
| ------------- | ---------------- | -------- | ----------- |
| Polska (ZPAV) | diamentowa płyta | 250 000+ | [ 6 ] [ 7 ] |

## Lista utworów
| Digital download / media strumieniowe | Digital download / media strumieniowe | Digital download / media strumieniowe |
| Nr                                    | Tytuł utworu                          | Długość                               |
| ------------------------------------- | ------------------------------------- | ------------------------------------- |
| 1.                                    | „Zero Calorie Cookie”                 | 2:52                                  |

## Twórcy
|  | - Julita Kusy – słowa - Adam Lato – muzyka, produkcja | - Alibi Studio – produkcja - Filip Kotowicz – zdjęcia, montaż - Dawid Myszka – kierownik planu - Słodki Karmel – lokalizacja teledysku - Miłosz Wilusz – fryzjer - Klaudia Piwek – fotograf - Wojciech Rybaczek – aktor (jako Miś) |

## Historia wydania
| Obszar     | Data             | Format                      | Wersja   | Wytwórnia      | Źr.   |
| ---------- | ---------------- | --------------------------- | -------- | -------------- | ----- |
| Cały świat | 15 stycznia 2021 | digital download, streaming | oryginał | Thecutestlabel | [ 1 ] |